# Charivius
Charivius ou Hervé foi um dux Cenomannicus franco ou duque de Maine a princípios do século VIII. Em 723 apropriou-se dos rendimentos da diocese de Le Mans. À morte do bispo Herlemund assumiu o controle da sede e seus mosteiros e nomeou bispo a seu iletrado filho Gaucioleno. Ainda que não se conhece a data da morte de Charivio, seu filho conservou o controle da diocese e região como bispo até 771. Settipani conclui que Charivio seria filho de Roberto II, da Dinastia Robertina, e o suposto ancestral dos Rorgonidas.